# Trentepohlia (Paramongoma) fuscistigmosa
Trentepohlia (Paramongoma) fuscistigmosa is een tweevleugelige uit de familie steltmuggen (Limoniidae). De soort komt voor in het Afrotropisch gebied.